# Uhnasz
Uhnasz (mU-uḫ-na-aš, sokszor Uhna névalakban) közelebbről ismeretlen protohatti uralkodó, Calpa (Zalpa vagy Zalpuwa) város fejedelme. A Kanis II kultúrréteg az i. e. 19. század végén pusztulást mutat, ami párhuzamba vonható az Anittasz felirataiban olvashatókkal, miszerint Uhnasz, Calpa uralkodója legyőzte Kanist. Ennek következtében később Anittasz a győztes zalpai hadjáratában szerezte vissza Kanis helyi istenének szobrát Calpából, már Uhnasz utódjától, Huccijasztól. (Anittasz király felirata, 11§, 38-44.)
Calpa és Hattuszasz ezt követő összetűzései mindkét királyságot meggyengítették, amely lehetővé tette Kusszara uralkodói számára a térnyerést. Calpa Anittasz hódításai után eltűnt a forrásokból, vélhetően Hattuszaszhoz hasonlóan elpusztult, de többet nem építették újjá, vagy nem lett jelentős település.

## Lásd még
Hettita uralkodók listája